# Oscar za nejlepší ženský herecký výkon ve vedlejší roli

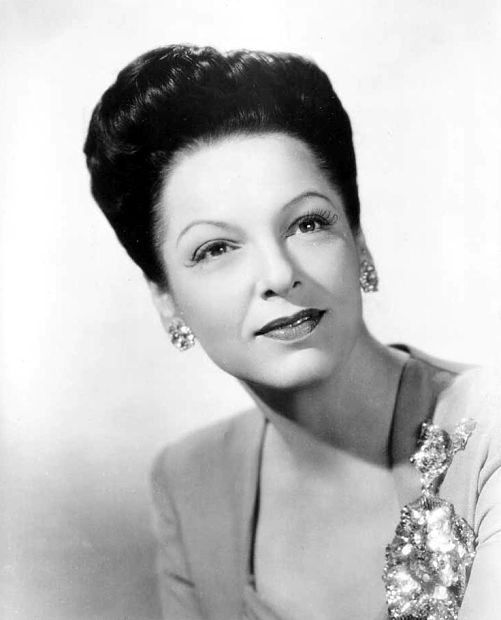
Gale Sondergaardová: první držitelka Oscara za nejlepší ženský herecký výkon ve vedlejší roli

Cena Akademie za zásluhy (Academy Award of Merit) za nejlepší herečku ve vedlejší roli je jednou z cen, kterou každoročně uděluje americká Akademie filmového umění a věd za nejlepší filmové počiny roku.

## Historie
Historicky první držitelkou této ceny se v roce 1936 za výkon ve filmu Anthony Adverse stala Gale Sondergaard. Až do roku 1936 byli nominovány a oceňovány všechny herečky bez ohledu na to, zda se jednalo o hlavní či vedlejší roli. Od roku 1936 jsou výkony ve vedlejších rolích oceňovány samostatně.

## Rekordy a kuriozity
|                                                 | Nejlepší herečka                                                             | Nejlepší herečka | Nejlepší herečka ve vedlejší roli                                | Nejlepší herečka ve vedlejší roli | Celkově                                                          | Celkově |
| ----------------------------------------------- | ---------------------------------------------------------------------------- | ---------------- | ---------------------------------------------------------------- | --------------------------------- | ---------------------------------------------------------------- | ------- |
| Herečka s největším počtem ocenění              | Katharine Hepburnová                                                         | 4                | Shelley Wintersová Dianne Wiestová                               | 2                                 | Katharine Hepburnová                                             | 4       |
| Herečka s největším počtem nominací             | Meryl Streepová                                                              | 13               | Thelma Ritterová                                                 | 6                                 | Meryl Streepová                                                  | 16      |
| Herečka s největším počtem nominací bez ocenění | Deborah Kerrová                                                              | 6                | Thelma Ritterová                                                 | 6                                 | Deborah Kerrová Thelma Ritterová                                 | 6       |
| Film s největším počtem nominací                | Vše o Evě Suddenly, Last Summer Nový začátek Cena za něžnost Thelma a Louise | 2                | Tom Jones                                                        | 3                                 | Vše o Evě                                                        | 4       |
| Nejstarší oceněná herečka                       | Jessica Tandyová                                                             | 80               | Peggy Ashcroftová                                                | 77                                | Jessica Tandyová                                                 | 80      |
| Nejstarší nominovaná herečka                    | Jessica Tandyová                                                             | 80               | Gloria Stuartová                                                 | 87                                | Gloria Stuartová                                                 | 87      |
| Nejmladší oceněná herečka                       | Marlee Matlinová                                                             | 21               | Tatum O'Neal                                                     | 10                                | Tatum O'Neal                                                     | 10      |
| Nejmladší nominovaná herečka                    | Keisha Castle-Hughesová                                                      | 13               | Tatum O'Neal Mary Badhamová Quinn Cummingsová Abigail Breslinová | 10                                | Tatum O'Neal Mary Badhamová Quinn Cummingsová Abigail Breslinová | 10      |

- Jedinými herečkami, kterým se toto ocenění podařilo získat dvakrát, byly Shelley Wintersová a Dianne Wiestová.
- Rekord za nejvíce nominací drží Thelma Ritterová, bylo jich šest. Protože ani jednou cenu nezískala, drží také rekord za nejvíce neúspěšných nominací. Mimo to měla i nejvíce po sobě jdoucích nominací - od roku 1950 do roku 1953 (čtyři roky).
- Čtyři nominace mají Ethel Barrymoreová, Agnes Mooreheadová, Lee Grant, Maureen Stapletonová, Geraldine Page a Maggie Smithová.
- Hattie McDanielová byla první Afroameričankou, Mijoši Umeki první Asiatkou, Rita Morenová první (a jedinou) Portoričankou a Hispánkou, Brenda Frickerová první (a jedinou) Irkou, Juliette Binocheová první (a jedinou) Francouzskou, Catherine Zeta-Jonesová první (a jedinou) Velškou a Velšankou, Cate Blanchettová první (a jedinou) Australankou a Penélope Cruzová první (a jedinou) Španělkou, které vyhrály Oscara za nejlepší herečku ve vedlejší roli.
- Beatrice Straightová, která získala cenu v roce 1976 za roli ve filmu Network, strávila ze všech oceněných nejkratší dobu na plátně - pět minut a čtyřicet sekund.
- Devět žen získalo ocenění za hraní prostitutek: Anne Baxterová (1946), Claire Trevorová (1948), Donna Reedová (1953), Jo Van Fleetová (1955), Dorothy Maloneová (1956), Shirley Jonesová (1960), Mira Sorvino (1995), Kim Basinger (1997) a Anne Hathawayová (2012).
- Čtyři Afroameričanky získaly toto ocenění: Hattie McDanielová, Whoopi Goldbergová, Jennifer Hudson a Mo'Nique.

## Vítězové

### Třicátá léta
| Rok  | Herečka            | Za ztvárnění role | Ve filmu                              |
| ---- | ------------------ | ----------------- | ------------------------------------- |
| 1936 | Gale Sondergaard   | Faith Paleologus  | Anthony Adverse                       |
| 1937 | Alice Brady        | Molly O'Leary     | Chicago hoří (In Old Chicago)         |
| 1938 | Fay Bainterová     | teta Belle Massey | Jezábel (Jezebel)                     |
| 1939 | Hattie McDanielová | služebná          | Jih proti Severu (Gone with the Wind) |

### Čtyřicátá léta
| Rok  | Herečka                 | Za ztvárnění role | Ve filmu                                          |
| ---- | ----------------------- | ----------------- | ------------------------------------------------- |
| 1940 | Jane Darwellová         | Ma Joad           | Hrozny hněvu (The Grapes of Wrath)                |
| 1941 | Mary Astorová           | Sandra Kovak      | The Great Lie                                     |
| 1942 | Teresa Wrightová        | Carol Beldon      | Paní Miniverová (Mrs. Miniver)                    |
| 1943 | Katina Paxinouová       | Pilar             | Komu zvoní hrana (For Whom the Bell Tolls)        |
| 1944 | Ethel Barrymoreová      | Ma Mott           | Nic než osamělé srdce (None but the Lonely Heart) |
| 1945 | Anne Revereová          | Araminty Brown    | O Velkou cenu (National Velvet)                   |
| 1946 | Anne Baxterová          | Sophie MacDonald  | The Razor's Edge                                  |
| 1947 | Celeste Holmová         | Anne Dettrey      | Džentlemanská dohoda (Gentleman's Agreement)      |
| 1948 | Claire Trevorová        | Gaye Dawn         | Key Largo                                         |
| 1949 | Mercedes McCambridgeová | Sadie Burke       | Všichni královi muži (All the King's Men)         |

### Padesátá léta
| Rok  | Herečka            | Za ztvárnění role   | Ve filmu                                            |
| ---- | ------------------ | ------------------- | --------------------------------------------------- |
| 1950 | Josephine Hullová  | Veta Louise Simmons | Harvey                                              |
| 1951 | Kim Hunterová      | Stella Kowalski     | Tramvaj do stanice Touha (A Streetcar Named Desire) |
| 1952 | Gloria Grahameová  | Rosemary Bartlow    | Město iluzí (The Bad and the Beautiful)             |
| 1953 | Donna Reedová      | Alma 'Lorene' Burke | Odtud až na věčnost (From Here to Eternity)         |
| 1954 | Eva Marie Saint    | Edie Doyle          | V přístavu (On the Waterfront)                      |
| 1955 | Jo Van Fleetová    | Kate                | Na východ od ráje (East of Eden)                    |
| 1956 | Dorothy Maloneová  | Marylee Hadley      | Psané ve větru (Written on the Wind)                |
| 1957 | Mijoši Umeki       | Katsumi             | Sayonara                                            |
| 1958 | Wendy Hillerová    | Pat Cooper          | Oddělené stoly (Separate Tables)                    |
| 1959 | Shelley Wintersová | Petronella Van Daan | Deník Anny Frankové (The Diary of Anne Frank)       |

### Šedesátá léta
| Rok  | Herečka                | Za ztvárnění role     | Ve filmu                                                         |
| ---- | ---------------------- | --------------------- | ---------------------------------------------------------------- |
| 1960 | Shirley Jonesová       | Lulu Baines           | Elmer Gantry                                                     |
| 1961 | Rita Morenová          | Anita                 | West Side Story                                                  |
| 1962 | Patty Dukeová          | Helen Kellerová       | Divotvůrkyně (The Miracle Worker)                                |
| 1963 | Margaret Rutherfordová | vévodkyně z Brightonu | Vlivní lidé (The V.I.P.s)                                        |
| 1964 | Lila Kedrova           | Madame Hortense       | Řek Zorba (Zorba the Greek)                                      |
| 1965 | Shelley Wintersová     | Rose-Ann D'Arcy       | A Patch of Blue                                                  |
| 1966 | Sandy Dennisová        | Honey                 | Kdo se bojí Virginie Woolfové? (Who's Afraid of Virginia Woolf?) |
| 1967 | Estelle Parsonsová     | Blanche Barrow        | Bonnie a Clyde (Bonnie and Clyde)                                |
| 1968 | Ruth Gordonová         | Minnie Castevet       | Rosemary má děťátko (Rosemary's Baby)                            |
| 1969 | Goldie Hawnová         | Toni Simmons          | Kaktusový květ (Cactus Flower)                                   |

### Sedmdesátá léta
| Rok  | Herečka              | Za ztvárnění role | Ve filmu                                               |
| ---- | -------------------- | ----------------- | ------------------------------------------------------ |
| 1970 | Helen Hayesová       | Ada Quonsett      | Letiště (Airport)                                      |
| 1971 | Cloris Leachman      | Ruth Popper       | Poslední filmové představení (The Last Picture Show)   |
| 1972 | Eileen Heckartová    | paní Bakerová     | Motýli jsou svobodní (Butterflies Are Free)            |
| 1973 | Tatum O'Neal         | Addie Loggins     | Papírový měsíc (Paper Moon)                            |
| 1974 | Ingrid Bergman       | Greta Ohlsson     | Vražda v Orient expresu (Murder on the Orient Express) |
| 1975 | Lee Grant            | Felicia Carr      | Šampón (Shampoo)                                       |
| 1976 | Beatrice Straightová | Louise Schumacher | Network                                                |
| 1977 | Vanessa Redgraveová  | Julie             | Julie (Julia)                                          |
| 1978 | Maggie Smithová      | Diana Barrie      | Apartmá v Kalifornii (California Suite)                |
| 1979 | Meryl Streepová      | Joanna Kramer     | Kramerová vs. Kramer (Kramer vs. Kramer)               |

### Osmdesátá léta
| Rok  | Herečka              | Za ztvárnění role | Ve filmu                                                 |
| ---- | -------------------- | ----------------- | -------------------------------------------------------- |
| 1980 | Mary Steenburgenová  | Lynda Dummar      | Melvin a Howard (Melvin and Howard)                      |
| 1981 | Maureen Stapletonová | Emma Goldmanová   | Rudí (Reds)                                              |
| 1982 | Jessica Lange        | Julie Nichols     | Tootsie                                                  |
| 1983 | Linda Huntová        | Billy Kwan        | Rok nebezpečného života (The Year of Living Dangerously) |
| 1984 | Peggy Ashcroftová    | paní Mooreová     | Cesta do Indie (A Passage to India)                      |
| 1985 | Anjelica Huston      | Maerose Prizzi    | Čest rodiny Prizziů (Prizzi's Honor)                     |
| 1986 | Dianne Wiestová      | Holly             | Hana a její sestry (Hannah and Her Sisters)              |
| 1987 | Olympia Dukakisová   | Rose Castorini    | Pod vlivem úplňku (Moonstruck)                           |
| 1988 | Geena Davisová       | Muriel Pritchett  | Náhodný turista (The Accidental Tourist)                 |
| 1989 | Brenda Frickerová    | paní Brownová     | Moje levá noha (My Left Foot)                            |

### Devadesátá léta
| Rok  | Herečka             | Za ztvárnění role | Ve filmu                                      |
| ---- | ------------------- | ----------------- | --------------------------------------------- |
| 1990 | Whoopi Goldbergová  | Oda Mae Brown     | Duch (Ghost)                                  |
| 1991 | Mercedes Ruehlová   | Anna Napolitano   | Král rybář (The Fisher King)                  |
| 1992 | Marisa Tomei        | Mona Lisa Vito    | Můj bratranec Vinny (My Cousin Vinny)         |
| 1993 | Anna Paquin         | Flora McGrath     | Piano (The Piano)                             |
| 1994 | Dianne Wiestová     | Helen Sinclair    | Výstřely na Broadwayi (Bullets Over Broadway) |
| 1995 | Mira Sorvino        | Linda Ash         | Mocná Afrodité (Mighty Aphrodite)             |
| 1996 | Juliette Binocheová | Hana              | Anglický pacient (The English Patient)        |
| 1997 | Kim Basinger        | Lynn Bracken      | L. A. – Přísně tajné (L.A. Confidential)      |
| 1998 | Judi Denchová       | Alžběta I.        | Zamilovaný Shakespeare (Shakespeare in Love)  |
| 1999 | Angelina Jolie      | Lisa Rowe         | Narušení (Girl, Interrupted)                  |

### První desetiletí 21. století
| Rok  | Herečka                 | Za ztvárnění role    | Ve filmu                                                   |
| ---- | ----------------------- | -------------------- | ---------------------------------------------------------- |
| 2000 | Marcia Gay Harden       | Lee Krasnerová       | Pollock                                                    |
| 2001 | Jennifer Connelly       | Alicia Nash          | Čistá duše (A Beautiful Mind)                              |
| 2002 | Catherine Zeta-Jonesová | Velma Kelly          | Chicago                                                    |
| 2003 | Renée Zellweger         | Ruby Thewes          | Návrat do Cold Mountain (Cold Mountain)                    |
| 2004 | Cate Blanchettová       | Katharine Hepburnová | Letec (The Aviator)                                        |
| 2005 | Rachel Weisz            | Tessa Quayle         | Nepohodlný (The Constant Gardener)                         |
| 2006 | Jennifer Hudson         | Effie White          | Dreamgirls                                                 |
| 2007 | Tilda Swintonová        | Karen Crowder        | Michael Clayton                                            |
| 2008 | Penélope Cruzová        | María Elena          | Vicky Cristina Barcelona                                   |
| 2009 | Mo'Nique                | Mary Lee Johnston    | Precious (Precious: Based on the Novel "Push" by Sapphire) |

### Druhé desetiletí 21. století
| Rok  | Herečka            | Za ztvárnění role | Ve filmu                                                    |
| ---- | ------------------ | ----------------- | ----------------------------------------------------------- |
| 2010 | Melissa Leo        | Alice Ward        | Fighter (The Fighter)                                       |
| 2011 | Octavia Spencerová | Minny Jackson     | Černobílý svět (The Help)                                   |
| 2012 | Anne Hathawayová   | Fantine           | Bídníci (Les Misérables)                                    |
| 2013 | Lupita Nyong'o     | Patsey            | 12 let v řetězech (12 Years a Slave)                        |
| 2014 | Patricia Arquette  | Olivia Evans      | Chlapectví (Boyhood)                                        |
| 2015 | Alicia Vikander    | Gerda Wegener     | Dánská dívka (The Danish Girl)                              |
| 2016 | Viola Davis        | Rose Lee Maxson   | Ploty (Fences)                                              |
| 2017 | Allison Janney     | LaVona Golden     | Já, Tonya (I, Tonya)                                        |
| 2018 | Regina Kingová     | Sharon Rivers     | Kdyby ulice Beale mohla mluvit (If Beale Street Could Talk) |
| 2019 | Laura Dernová      | Nora Fanshaw      | Manželská historie (Marriage Story)                         |

### Třetí desetiletí 21. století
| Rok  | Herečka              | Za ztvárnění role   | Ve filmu                 |
| ---- | -------------------- | ------------------- | ------------------------ |
| 2020 | Jun Jo-čong          | Soon-ja             | Minari                   |
| 2021 | Ariana DeBose        | Anita               | West Side Story          |
| 2022 | Jamie Lee Curtis     | Deirdre Beaubeirdre | Všechno, všude, najednou |
| 2023 | Da'Vine Joy Randolph | Mary Lamb           | Zimní prázdniny          |
| 2024 | Zoe Saldaña          | Rita Mora Castro    | Emilia Pérez             |